# Elias Hoff Melkersen
Elias Hoff Melkersen, né le 31 décembre 2002 à Stjørdal en Norvège, est un footballeur norvégien qui joue au poste d'avant-centre au Strømsgodset IF.

## Biographie

### En club
Né à Stjørdal en Norvège, Elias Hoff Melkersen est formé par le FK Bodø/Glimt. Il commence sa carrière professionnelle lors d'un match de coupe de Norvège, le 1er mai 2019, face à l'Åga IL. Il entre en jeu, lors de cette rencontre remportée largement par son équipe sur le score de huit buts à zéro.
Le 5 janvier 2022, Elias Hoff Melkersen s'engage en faveur du Hibernian FC pour un contrat de quatre ans et demi.
Le jeune attaquant norvégien inscrit ses deux premiers buts pour Hibernian le même jour, le 13 mars 2022, à l'occasion d'une rencontre de coupe d'Écosse contre le Motherwell FC. Titulaire, il donne la victoire aux siens en marquant les deux buts de son équipe (1-2 score final),.
Le 16 janvier 2023, Melkersen est prêté par le Hibernian FC au Sparta Rotterdam jusqu'à la fin de la saison.
Le 14 août 2023, Melkersen rejoint le Strømsgodset IF sous la forme d'un prêt jusqu'à la fin de l'année 2023.
Il découvre alors l'Eliteserien, l'élite du football norvégien, jouant son premier match pour Strømsgodset dans cette compétition le 20 août 2023, contre le Lillestrøm SK. Titularisé, Melkersen inscrit également son premier but pour le club, mais ne peut empêcher la défaite de son équipe par deux buts à un.
Le 1er janvier 2024, Melkersen rejoint définitivement le Strømsgodset IF. Le transfert est annoncé le 8 décembre 2023 et il signe un contrat courant jusqu'en décembre 2028.

### En sélection
Elias Hoff Melkersen représente l'équipe de Norvège des moins de 17 ans. Il joue un total de six matchs, tous en 2019, et marque deux buts.
Melkersen joue son premier match avec l'équipe de Norvège espoirs le 15 juin 2023, lors d'un match amical contre l'Écosse. Il entre en jeu à la place de Daniel Karlsbakk et les deux équipes se neutralisent (0-0 score final),.